# キム・ナヨン (2002年生のアイドル)
キム・ナヨン（김나영、2002年11月30日 - ）は、韓国出身の女性アイドル。ガールズグループ・LIGHTSUMのメンバー。CUBEエンターテインメント所属。

## 来歴
2018年4月11日、バナナカルチャー所属の練習生としてMnetのサバイバル番組『PRODUCE 48』に参加し、第3回結果発表にて最終順位21位で脱落した。
2020年5月、バナナカルチャーから離れ、同年7月にCUBEエンターテインメントに所属した。
2021年6月10日、CUBEエンターテインメントよりLIGHTSUMのメンバーとして
シングル「Vanilla」でグループデビューした。

## ディスコグラフィー

### 参加楽曲
| 発売日        | 楽曲           | 収録アルバム                     | アーティスト |
| ------------- | -------------- | -------------------------------- | ------------ |
| 2018年8月18日 | Rollin' Rollin | PRODUCE 48 - 30 Girls 6 Concepts | PRODUCE 48   |

## 出演

### テレビ番組
- ゴールデン・ネーム・レス 第2期（2018年、tvN）
- PRODUCE 48（2018年、Mnet）
- アイ・アム・冒険少年(2023年、5月、TBS)

### テレビドラマ
- ブラボー・マイ・ライフ（2017年、SBS）